# Đền An Sinh
Đền An Sinh là một trong những di tích quan trọng thuộc Khu di tích lịch sử Quốc gia đặc biệt nhà Trần tại Đông Triều, nơi thờ tự và tế lễ của các vua Trần và là trung tâm tín ngưỡng quan trọng dưới thời Trần, Lê, Nguyễn trong lịch sử Việt Nam.

## Vị trí
Khu di tích Đền An Sinh ở xã An Sinh, thành phố Đông Triều, tỉnh Quảng Ninh. Từ quốc lộ 18A đến trung tâm phường Đông Triều, rẽ trái (nếu đi từ Hà Nội) khoảng 5 km là vào tới đền. Khu di tích bao gồm một ngôi đền và lăng mộ của các vị vua Trần, nằm rải rác trong một khuôn viên khá rộng lớn có bán kính 20 km để thờ "Bát vị Hoàng Đế" thời Trần. Di tích được xây dựng thời Trần, trùng tu vào thời Hậu Lê và thời Nguyễn. Qua thời gian, di tích đã xuống cấp và đã được trùng tu, phục dựng. Chính quyền tỉnh Quảng Ninh đầu tư 4 tỷ đồng phục dựng và hoàn thành năm 2000

## Di tích
Khu lăng mộ An Sinh thờ các vị vua Trần Thái Tông (1225-1258), Trần Thánh Tông (1258-1278), Trần Nhân Tông, Trần Anh Tông, Trần Minh Tông, Trần Hiến Tông, Trần Nghệ Tông, Giản Định Đế Trong bán kính 4 km là rải rác các lăng mộ, tồn tại 175 năm cùng 8 đời vua Trần
Khu vực đền có diện tích khá rộng, khoảng 80.000 m². Cổng đền có những hàng nhãn cổ thụ làm cho cảnh quan đền thêm cổ kính. Quanh đền có 14 cây đại thụ, biểu hiện cho 14 đời vua nhà Trần. Trước đền có tám cây vạn tuế biểu hiện cho tám vị vua được thờ ở đây.
Khuôn viên đền, thời gian từ năm 1959 đến 1975 là trường đào tạo cán bộ miền nam ở miền bắc Việt Nam. Trong khuôn viên đền có một tấm bia bằng đá granit được các cựu học sinh miền nam mang ra từ Bình Định.

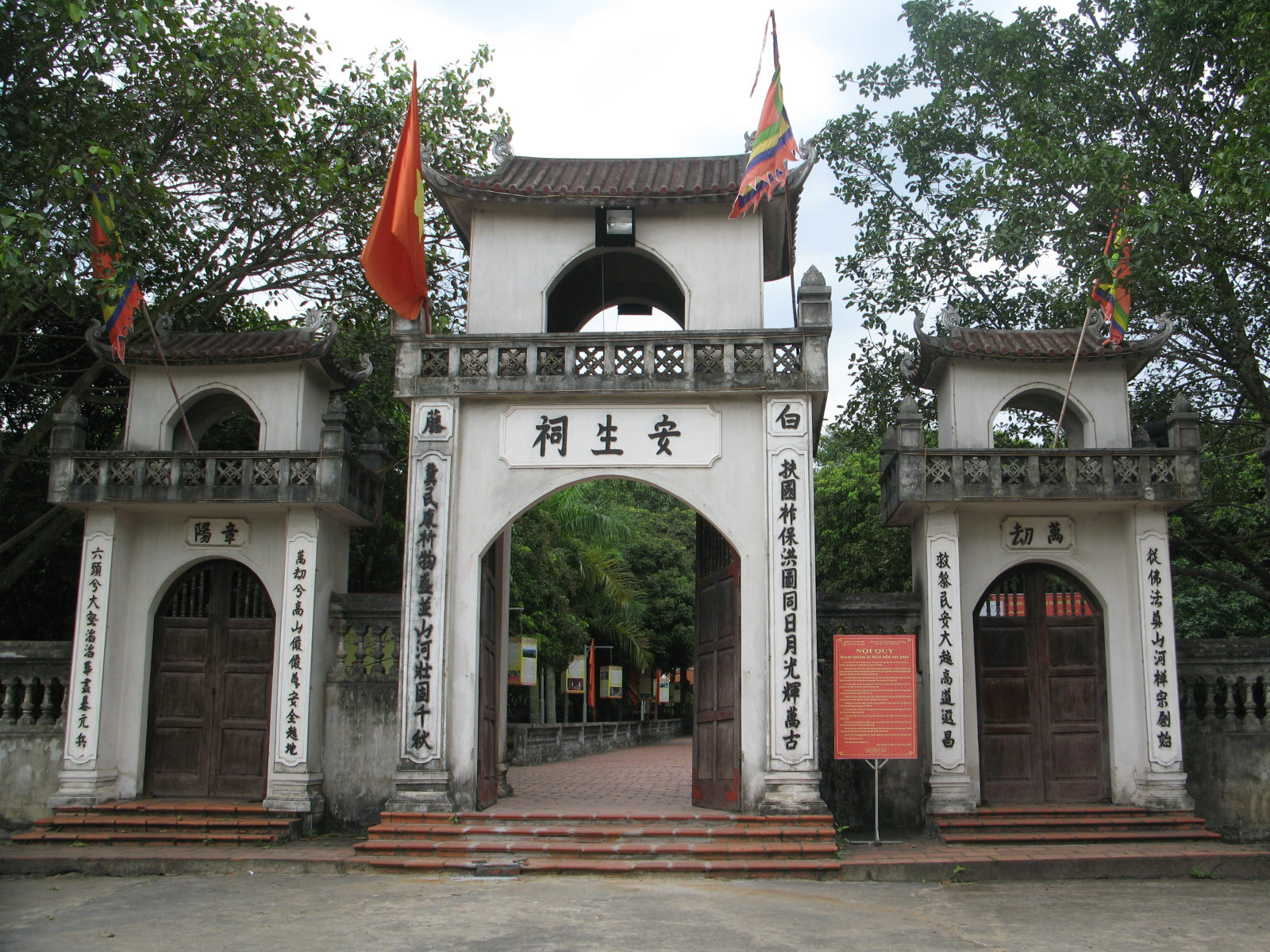
Cổng vào Đền An Sinh
Sơ đồ Khu di tích nhà TrầnSơ đồ Khu di tích nhà Trần
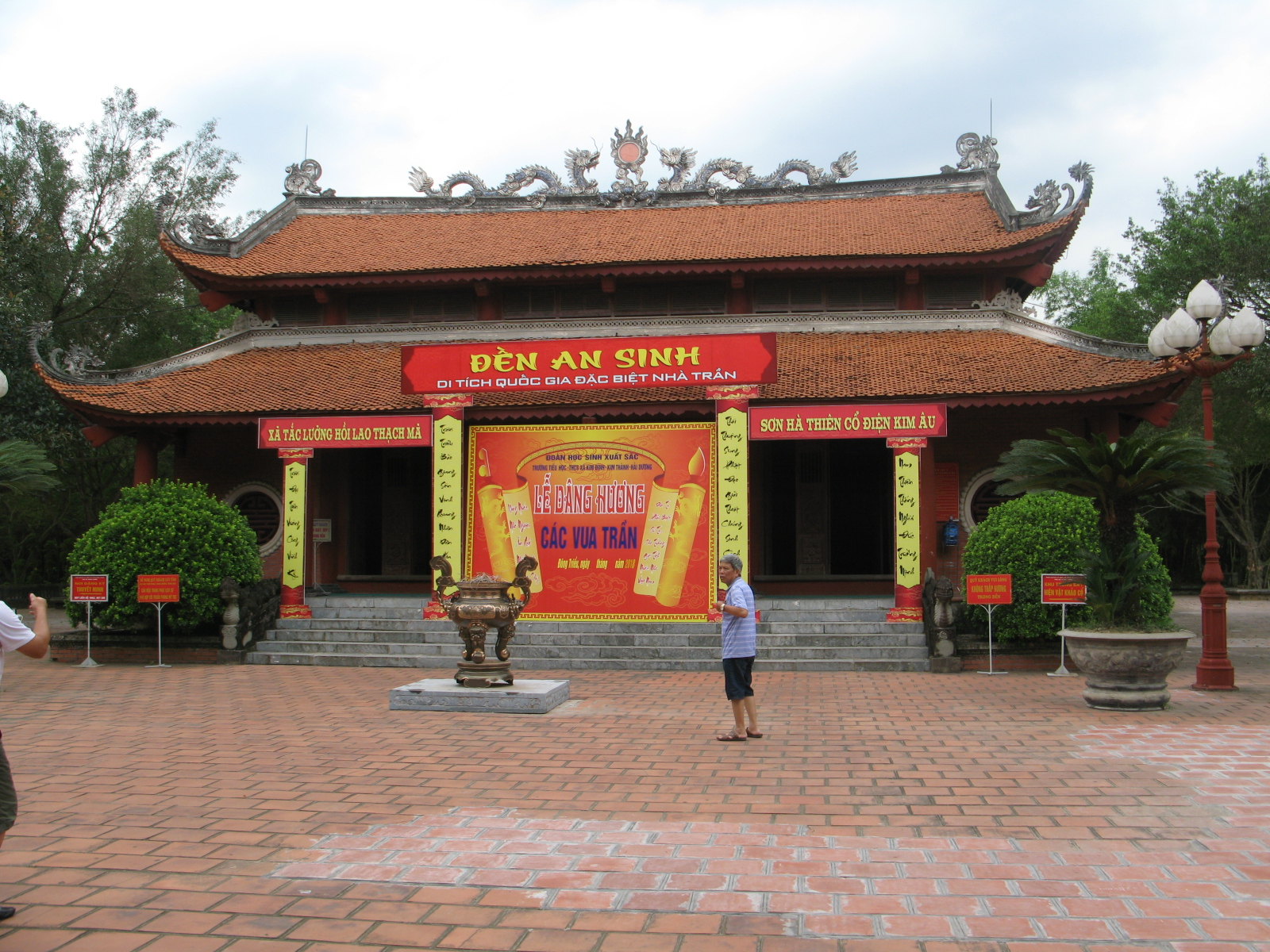
Đền An Sinh
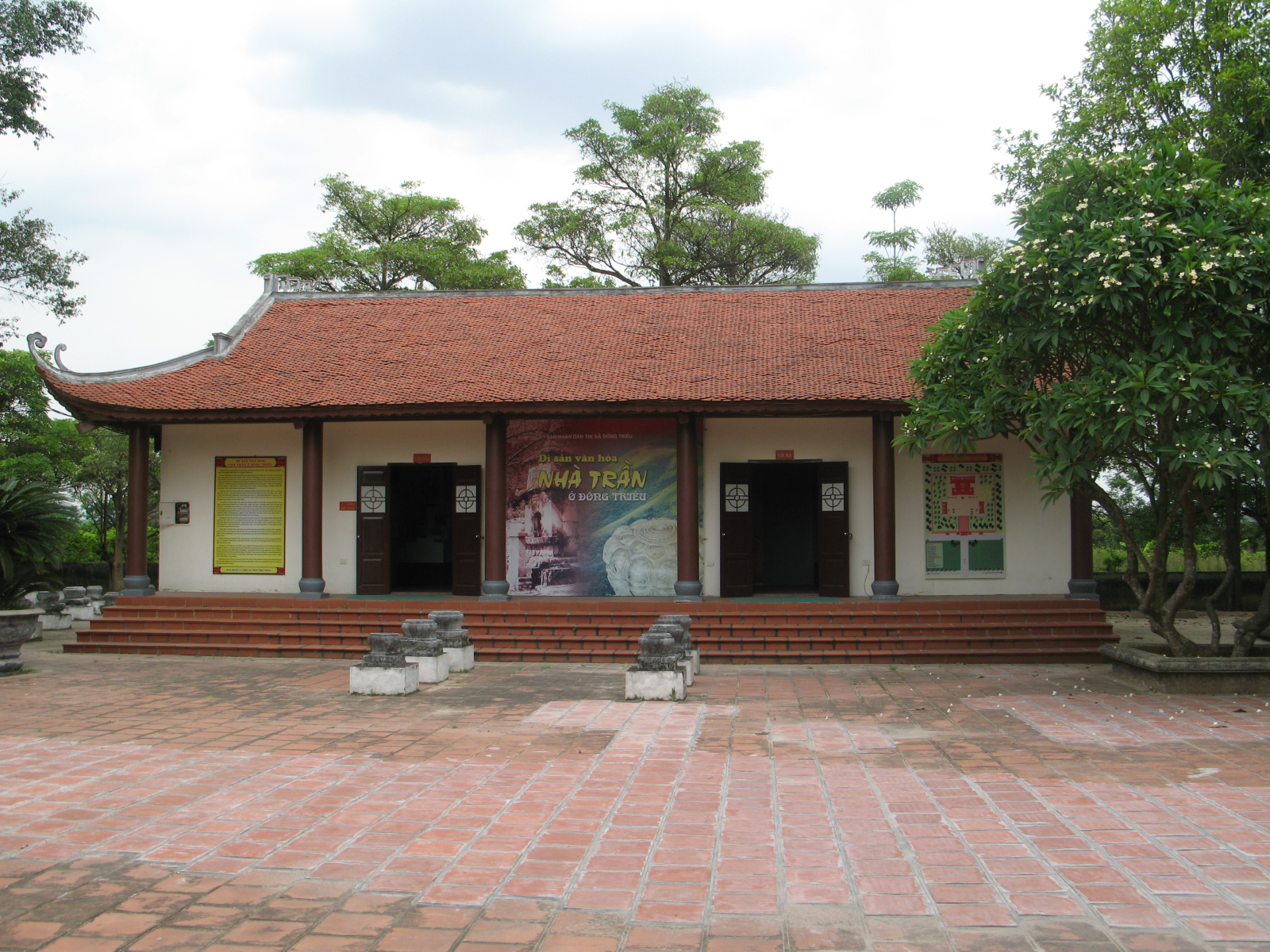
Nhà bảo tàng
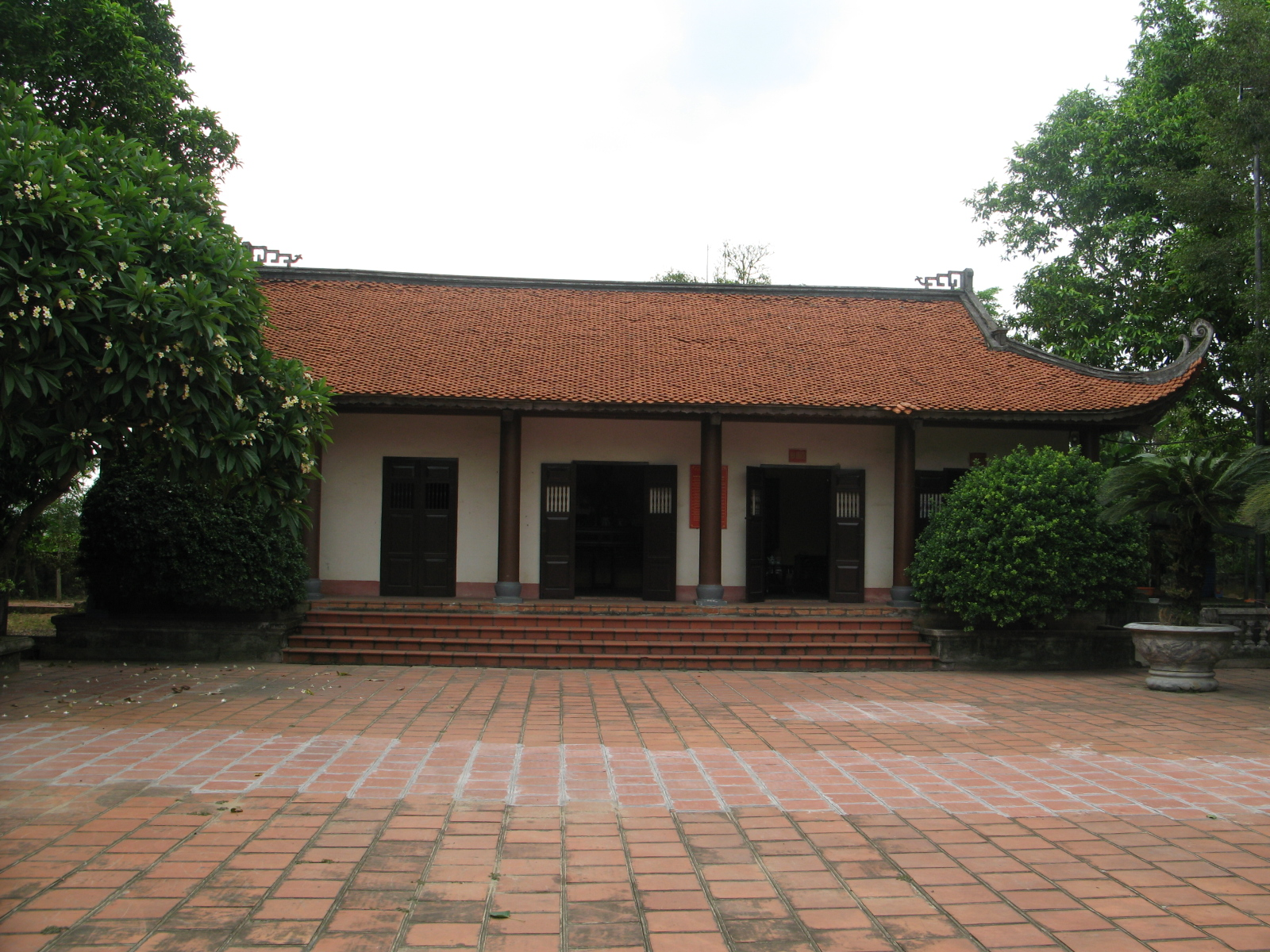
Nhà tiếp khách thuộc Đền An Sinh
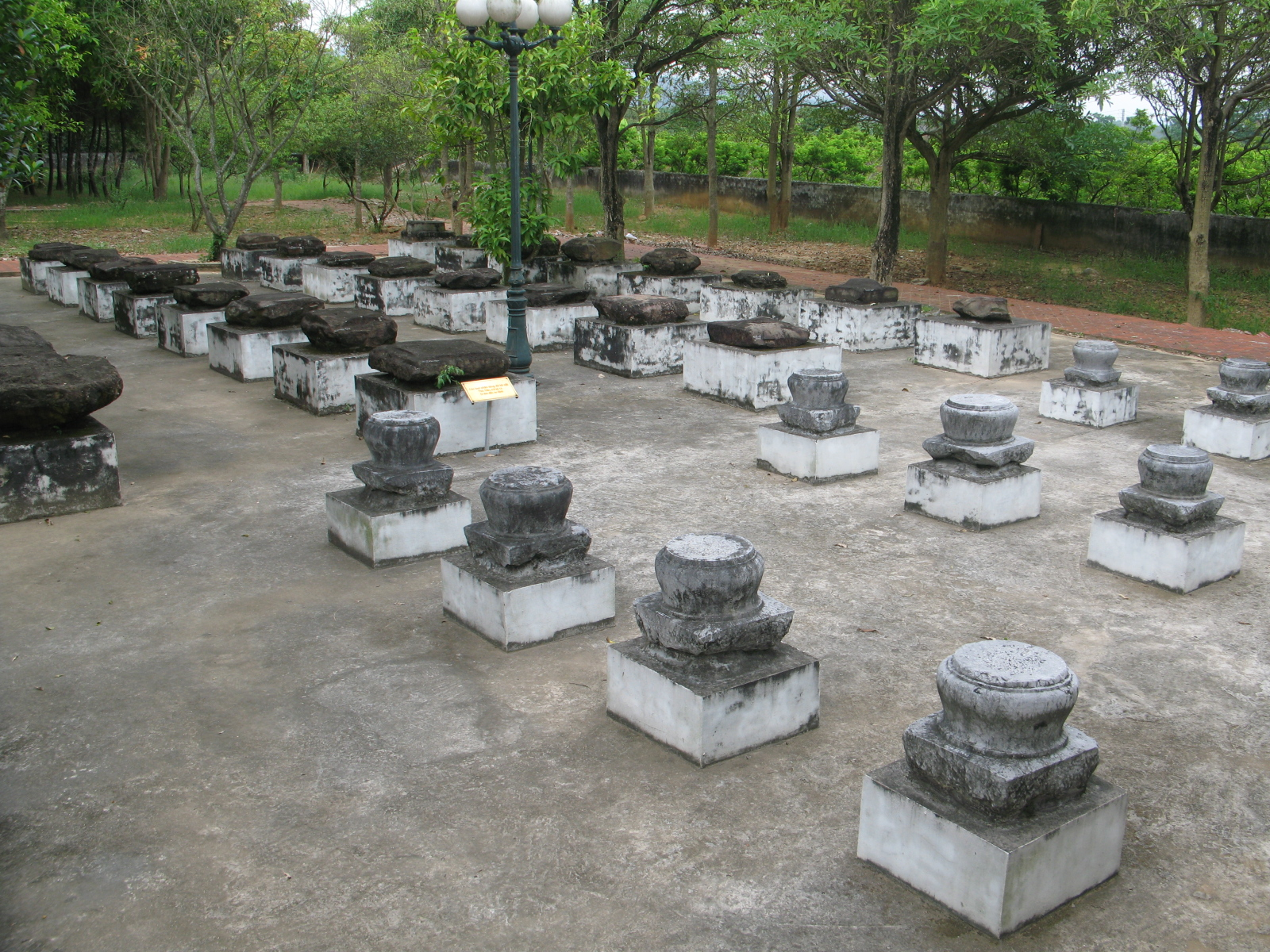
Chân cột đá thời nhà Trần trưng bày tại Đền An Sinh

## Lễ hội
Vào ngày 20 tháng 8 (âm lịch) hàng năm, đền An Sinh long trọng mở hội An Sinh. Nghi lễ có phần lễ tế dâng hương tại đền của dòng họ Trần. Phần hội sẽ có các hoạt động thể dục thể thao và các trò chơi dân gian: trò chơi chọi gà, bóng chuyền, đánh đu vào ban ngày và thi văn nghệ vào buổi tối...